# سیرا بروکس (کالیفرنیا)
سیرا بروکس (به انگلیسی: Sierra Brooks) یک منطقهٔ مسکونی در ایالات متحده آمریکا است که در شهرستان سیرا، کالیفرنیا واقع شده‌است. سیرا بروکس ۳٫۵۴۹ کیلومتر مربع مساحت و ۴۷۸ نفر جمعیت دارد و ۱٬۵۷۸٫۸۸ متر بالاتر از سطح دریا واقع شده‌است.